# Christian Martinoli
Christian Octavio Martinoli Curi (Mar del Plata, Buenos Aires; 15 de octubre de 1975) es un periodista deportivo, actor de doblaje y narrador deportivo mexicano nacido en Argentina (de padre argentino y madre mexicana). Actualmente trabaja para la cadena de televisión TV Azteca. Junto con Jorge Campos, Luis Roberto Alves "Zague" y Luis García siendo los 3 exfutbolistas.
Es reconocido por expresar su opinión acerca de los jugadores profesionales de fútbol cuando narra los partidos  de manera dramática y apasionante; ya sea de la Primera División de México, la UEFA Champions League y de la selección mexicana. En la mayoría de las ocasiones junto con los exfutbolistas Luis García,  Jorge Campos y Luis Roberto Alves (Zague). 
Narra, junto con Luis García, en el videojuego eFootball de Konami.

## Biografía
Hijo de madre mexicana y padre argentino, el periodista Christian Martinoli, nació en Mar del Plata, Argentina, pero creció en Toluca, Estado de México, México. Desde niño tuvo pasión por el fútbol y se considera aficionado del Deportivo Toluca. Estudió en la Universidad de Periodismo y Arte en Radio y Televisión desde septiembre de 1994 a diciembre de 1997 en la Ciudad de México.

## Trayectoria
Trabajó tres años como cronista en Cancha Caliente programa de radio de polémica y que transmitía a los Diablos Rojos de Toluca, ahí narraba los partidos del Club Deportivo Toluca y del Atlético Mexiquense. Por cuatro años fue reportero independiente para Fox Sports, Telemundo, Univisión y Canal 22 de Los Ángeles. En Televisión Azteca es cronista deportivo desde 1998, para las transmisiones de partidos de fútbol de primera división, donde narró partidos estelares junto con la persona que él considera su maestro, el también narrador Emilio Fernando Alonso, tras el derrame cerebral de este último, ha narrado a dúo con su compañero Luis García.
El 8 de octubre de 2012, recibió el premio de la Cámara Nacional de la Industria de Radio y Televisión (CIRT) por su trayectoria periodística.
Apareció en el top 10 de un ranking de relatores latinos populares durante la Copa Mundial de Fútbol de 2014 realizada por un diario deportivo brasileño. Entre otros narradores aparecen: Alejandro Fantino, Luiz Carlos Júnior, Javier Fernández Franco, Pablo Giralt, Mariano Closs, Gabriel Regueira, Galvão Bueno, Alberto Jesús López y Noé Vázquez.

## Actualidad
Actualmente es el narrador cronista principal de Azteca Deportes, narrando los partidos de la selección mexicana de fútbol, encuentros de la Primera División de México y de la Liga de Campeones de la UEFA. También trabaja en los programas Los protagonistas, Hechos Meridiano, DeporTV y en Radio Fórmula junto con Luis García, Antonio Rosique, Luis Roberto Alves Zague y Rodolfo Vargas.
A partir de octubre del 2010 se unió al periódico deportivo Récord, donde escribe columnas y analiza temas futbolísticos, tanto a nivel nacional como internacional.
A nivel internacional ha sido narrador en TV Azteca en seis ediciones consecutivas de la Copa Mundial de Fútbol:
- Copa Mundial de Fútbol Corea-Japón 2002
- Copa Mundial de Fútbol Alemania 2006
- Copa Mundial de Fútbol Sudáfrica 2010
- Copa Mundial de Fútbol Brasil 2014
- Copa Mundial de Fútbol Rusia 2018
- Copa Mundial de Fútbol Catar 2022

También ha participado como narrador en Copa América, Copa de Oro de la Concacaf Eurocopa y Copa FIFA Confederaciones en diferentes años y sedes.

## Controversias

### Uso de la palabra aborigen (2011)
En un partido de fútbol entre Monarcas Morelia y Cruz Azul en 2011, Martinoli cometió el error de tildar a un agresor como «aborigen», ignorando el real significado de la palabra. Por este conflicto, fue citado por el CONAPRED para un diálogo para el control de su periodismo. Después de esto, ha utilizado esta polémica para algunos de sus comentarios a modo de broma.

### Comentarios sobre el México vs. Costa Rica (2013)
El 15 de octubre de 2013, durante la última jornada de la eliminatoria de Concacaf para el Mundial Brasil 2014 Martinoli fue muy aclamado por su narración en el partido de México contra Costa Rica, por sus duras afirmaciones contra los jugadores. A escasos minutos de finalizar ambos partidos que se jugaban al mismo tiempo, México perdía por 2-1 ante Costa Rica en San José, mientras Panamá vencía a Estados Unidos por el mismo marcador en su sede. Tal combinación de resultados estaban a punto de dejar a México fuera de toda esperanza de calificar al mundial, al anotar Estados Unidos el gol del empate en tiempo agregado, significaba la clasificación de México a la repesca contra Nueva Zelanda. Martinoli reaccionó con emoción gritando: "¡Gol de Estados Unidos! We love you, we love you forever and ever! [Grito de emoción] God bless America, Doctor!!; ¡Estados Unidos nos mete a la reclasificación!". Lo cual generó después diversas reacciones en la prensa y en los aficionados estadounidenses. Y a continuación agregó estas palabras:

«¡Ustedes no, ustedes los que están de verde no! Ellos sí, ustedes no.  ¡Que les quede claro toda su vida!: ustedes no hacen nada por la camiseta, ustedes no impulsan al equipo, ustedes no nos meten a la Copa, ¡ustedes no nos dejan vivos! Es Estados Unidos, no ustedes, ¡no ustedes y su soberbia!, ¡no ustedes y su infamia!, ¡no ustedes y sus petardos...!»
Christian Martinoli, 15 de octubre de 2013.

Fue entrevistado el día siguiente y durante las siguientes semanas por radiodifusoras de Gales, España, Perú, Australia y de Argentina. Explicó que su reacción había sido su punto de vista, al no haber experimentado nada similar antes. Fue entrevistado por la prensa española y declaró que no fue regañado, e incluso fue felicitado por favorecer el ráting a la televisora.

### Incidente con MiguelPiojoHerrera (2015)
El 27 de julio de 2015, confirmó la información divulgada por sus compañeros David Medrano Félix y Carlos Guerrero en sus cuentas de Twitter sobre una agresión física sufrida de parte del entrenador Miguel Herrera mientras volvían a México después de la final de la Copa Oro. Al día siguiente, Miguel Herrera fue despedido como entrenador de la selección de fútbol de México.

## Pro Evolution Soccer
También participa en el videojuego de Konami, Pro Evolution Soccer. En estas ediciones es el narrador de los partidos en la versión en español para América Latina, junto a Luis García:
- Pro Evolution Soccer 2009
- Pro Evolution Soccer 2010
- Pro Evolution Soccer 2011
- Pro Evolution Soccer 2012
- Pro Evolution Soccer 2013
- Pro Evolution Soccer 2014
- Pro Evolution Soccer 2015
- Pro Evolution Soccer 2016
- Pro Evolution Soccer 2017
- Pro Evolution Soccer 2018
- Pro Evolution Soccer 2019
- eFootball Pro Evolution Soccer 2020

## Filmografía

### Doblaje
| Año  | Personaje              | Título                   | Actor original    | Fuente |
| ---- | ---------------------- | ------------------------ | ----------------- | ------ |
| 2006 | Comentarista de fútbol | Lo que el agua se llevó  | John Motson       | [ 12 ] |
| 2019 | Cooper                 | Parque mágico            | Ken Jeong         | [ 13 ] |
| 2022 | Manos de Acero         | Minions: nace un villano | Danny Trejo       | [ 14 ] |
| 2024 | Atsuto Tereasa         | Blue Lock                | Daisuke Sakaguchi | [ 15 ] |

## Datos

### Trabajos menores
- En 1998 se inició en el programa deportivo «El Club» junto a Sandra Chaín. Ese mismo año condujo el «Futbolito Pan Dulce Bimbo» también de deportes.[16]

- Fue actor y protagonista en la miniserie producida por TV Azteca, Caipirinha Sunrise, con motivo de la Copa Mundial de Fútbol de 2014.[17]

- Aparte de narrar partidos de fútbol, a finales de 2015 ha narrado la final del programa «La isla» junto con Luis García y Jorge Campos.[18]

- Fue actor de doblaje para una película animada llamada «Selección Canina», en el cual prestó su voz al personaje Christian Mastinoli, un perro de raza mastín (lo cual hace un juego de palabras tanto el apellido del comentarista, como el apellido de la raza del perro que interpreta este) compartiendo créditos con Raúl Araiza, El Perro Bermúdez, José Ramón Fernández y entre otros.[19]